# Cyathea odonelliana
Cyathea odonelliana är en ormbunkeart som beskrevs av Arthur Hugh Garfit Alston. Cyathea odonelliana ingår i släktet Cyathea och familjen Cyatheaceae. Inga underarter finns listade.